# The Bank Clerk
The Bank Clerk er en amerikansk stumfilm fra 1919 af Fatty Arbuckle.